# جون هنري ديكسون
جون هنري ديكسون (3 مارس 1954 - ) (بالإنجليزية: John Henry Dixon)‏ هو لاعب كريكت بريطاني.

## وصلات خارجية
- جون هنري ديكسون على موقع إي آس بي آن كريك إنفو (الإنجليزية)